# Бернард, Гюнтер
Гю́нтер Бе́рнард (нем. Günter Bernard; родился 4 ноября 1939 года) — немецкий футболист, выступавший на позиции вратаря. Является сыном игрока сборной Третьего Рейха Роберта Бернарда. Гюнтер начинал карьеру в «Швайнфурт 05», в Бундеслиге дебютировал с «Вердером», в составе которого выиграл кубок Германии по футболу 1965 года. Он также был в составе немецкой национальной сборной на чемпионате мира 1966 года в Англии, где сборная ФРГ заняла второе место.

## Клубная карьера
Гюнтер Бернард начал свою молодёжную карьеру в 1954 году в качестве полевого игрока «Швайнфурт 05». Через три года он покинул молодёжный состав и уже в 18 лет дебютировал в первой команде в Оберлиге Юг. В «Швайнфурте» его заметили клубы Бундеслиги, он вёл переговоры с «Нюрнбергом», но в сезоне 1963/64 стал игроком «Вердера».
Его первый сезон в Бундеслиге, однако, был отмечен травмами. Он получил разрыв связки и перенёс операцию на мениске. Он вернулся к 19-му туру, в котором была добыта победа со счётом 2:0 над «Кайзерслаутерн». Однако в следующих играх он выглядел неубедительно. В матче против «Кёльна» он пропустил гол с 40 метров, а позже пропустил семь мячей в игре против «Айнтрахта». Несмотря на это, были и игры, в которых на переднем плане были его навыки вратаря и хорошая реакция.
«Вердер» перед началом сезона 1964/65 приобрёл двух новых защитников: Хорст-Дитера Хёттгеса и Хайнца Стеинманна, поэтому Бернард стал меньше пропускать, а сильная линия защиты во главе с голкипером получила прозвище «Бременский бетон». Бернард пропустил только один матч «Вердера» в чемпионате, игру последнего тура против «Нюрнберга». В следующем сезоне он получил ещё большую поддержку болельщиков и также впечатлил своей игрой в еврокубках. В 1967/68 сезоне «Вердер» занял второе место. В то же время в клубе возникали противоречия относительно Бернарда, потому что из-за относительно низкого роста (179 см) он всегда имел проблемы со штрафными, но компенсировал это удачным позиционированием и непоколебимым спокойствием. Он выиграл конкуренцию у Клауса Ламберца, Карла Ловега и Фрица Стефенса.
В 1970/71 сезоне Бернард, вероятно, сыграл самый странный матч в своей карьере. В игре 27-го тура против «Боруссия Мёнхенгладбах» на «Бэкельберге» на 88-й минуте при счёте 1:1 нападающий «Боруссии» Герберт Лаумен ударился головой об ворота, в результате чего деревянный каркас ворот рухнул. Ворота не удалось починить, и игра была остановлена, «Вередеру» была засчитана победа со счётом 2:0.
После прихода в клуб Дитера Бурденски Бернард фактически стал вторым вратарём, но Бурденски сломал малоберцовую кость и, следовательно, 33-летний Бернард вернулся в основу.
После того сезона он добровольно уступил своё место в основе и в 1974 году сыграл свой прощальный матч против выставочной команды, в которой играли такие футболисты, как Франц Беккенбауэр, Уве Зеелер, Ули Хёнесс и Энвер Марич. Бернард продолжил карьеру в любительском клубе «Атлас Дельменхорст», который и стал для него последним. Позднее он устроился на работу в качестве генерального агента компании по продаже спортивных товаров.

## Национальная сборная
Гюнтер Бернард впервые представлял ФРГ на международной арене в 1961 году, и, несмотря на сильную конкуренцию со стороны Манфреда Манглица и Вольфганга Фариана, сыграл 4 матча в молодёжной сборной.
Его дебют в основной сборной состоялся 24 октября 1962 года во втором тайме матча против Франции, который закончился со счётом 2:2 в Штутгарте на «Мерседес-Бенц-Арене», на игре присутствовало 75000 зрителей. Он сыграл ещё один матч в том году. В связи с хорошей игрой в чемпионате в 1966 году он сыграл ещё два матча и был взят в состав сборной на чемпионат мира 1966 года, но так и не сыграл на мундиале.
После чемпионата мира он пребывал в тени Зеппа Майера. Его последний международный матч состоялся 9 мая 1968 года в Уэльсе, когда он вышел на замену на 26-й минуте. Он закончил свою карьеру в национальной команде, так как чувствовал превосходство Майера и Хорста Вольтера.
Бернард сыграл в общей сложности пять международных матчей, но оставался на скамейке запасных в течение почти 25, он был известен как «вечный резервист».